# Batman: Anno due
Batman: Anno due (Batman: Year Two) è un arco narrativo a fumetti, pubblicato dalla DC Comics nel 1987 sui numeri dal 575 al 578 (giugno-settembre) di Detective Comics.
La storia è stata interamente scritta da Mike W. Barr e disegnata da Alan Davis (matite) e Paul Neary (chine) nel primo numero, Todd McFarlane (matite), e Alfredo Alcala (chine) nei numeri successivi, con l'eccezione dell'ultimo numero in cui McFarlane ha inchiostrato i disegni da sé.
In Italia fu pubblicata per la prima volta dalla Glénat e successivamente ripubblicata in volume dalla Play Press nel 1996.
Il titolo è dovuto a Batman: Anno uno, scritta da Frank Miller e disegnata da David Mazzucchelli, di cui questa è un ideale seguito quanto a riscrittura dell'origine del personaggio.

## Trama

### Capitolo uno
Bruce Wayne, insieme all'amica Leslie Thompkins, incontra a cena Rachel Caspian, una ragazza che si occupa di iniziative benefiche. Bruce si interessa a lei, ma accompagnandola a casa scopre che è intenzionata a prendere i voti.
Intanto il padre di Rachel, ritornato a Gotham City dopo parecchi anni, riprende in incognito la sua attività di vigilante mascherato: Caspian era il Mietitore, una figura temuta dai criminali, ma anche dalla gente comune, a causa dei suoi modi violenti di combattere il crimine. Il Mietitore infatti non aveva scrupoli a uccidere o ferire gravemente chi riteneva colpevole di qualcosa, e Caspian riprende la sua crociata con gli stessi metodi di venti anni prima.
James Gordon, promosso da poco commissario di polizia, chiede l'aiuto di Batman per scoprire se i crimini siano stati commessi dal Mietitore originale o da un emulo. Batman si scontra con il suo predecessore, che lo ritiene un intralcio in quanto ha scrupoli ad agire con violenza contro il crimine, e riesce a salvarsi fuggendo per le fognature.
Ferito gravemente, Batman ritorna alla sua villa, dove Leslie Thompkins cerca di dissuaderlo ancora una volta a continuare la sua lotta al crimine. Bruce non rinuncia e anzi decide di cambiare i propri metodi, recuperando da un cassetto la pistola con cui anni prima erano stati uccisi i suoi genitori.

### Capitolo due
Bruce Wayne continua a rafforzare la sua relazione con Rachel, che ha messo da parte la sua decisione di diventare suora. Intanto il Mietitore continua a imperversare in città, ferendo anche poliziotti nel tentativo di colpire i criminali, continuando a essere tormentato dal ricordo del motivo per cui iniziò la sua lotta al crimine: l'omicidio della moglie da parte di un ladro e la sua incapacità di difenderla.
All'aeroporto il commissario Gordon gli tende una trappola, ma anche Batman si ritrova sul luogo e si mette contro le forze dell'ordine, ritenendo di essere l'unico in grado di catturare il vecchio vigilante. Dopo un altro scontro infruttuoso, l'uomo pipistrello decide di allearsi con i criminali di Gotham, terrorizzati dal Mietitore, per attirarlo in trappola.
Mentre la polizia inserisce anche Batman tra i ricercati, quest'ultimo si trova a dover lavorare con Joe Chill, l'uomo che venticinque anni prima aveva ucciso i suoi genitori nel vicolo chiamato Crime Alley. Da notare che questa è la prima apparizione di Chill, la figura dell'assassino dei genitori di Batman in precedenza non era mai stato definito con questa chiarezza e tale rilievo.

### Capitolo tre
Batman è turbato dall'incontro con Joe Chill, ma procede lo stesso col suo piano. Grazie all'aiuto della malavita prepara una trappola al Mietitore in un edificio adibito allo spaccio di droga. Pur avendo deciso di usare metodi più incisivi, si rifiuta ancora di sparare per uccidere e cerca di impedire a Joe di fare altrettanto.
Come Bruce Wayne invece decide di invitare Rachel e il signor Caspian a casa sua, per dimostrare le sue serie intenzioni con la ragazza. I due uomini si intendono dopo un'animata discussione, senza sospettare di essere rivali per le strade di Gotham.
La sera stessa scatta la trappola per il Mietitore, che si scontra anche con la polizia. Batman riesce a salvare Gordon dai colpi dell'avversario, ma il Mietitore fugge nell'esplosione della palazzina in cui era stato attirato. Anche Joe Chill era in pericolo, ma l'uomo pipistrello decide comunque di salvarlo, pur ricordando l'assenza di rimorsi che il criminale aveva dimostrato anni prima.

### Capitolo quattro
Bruce Wayne chiede a Rachel di sposarlo e dopo un terribile scontro con la polizia e il Mietitore, che viene ritenuto morto, decide di chiudere con la carriera di Batman una volta sistemati i conti in sospeso con Joe Chill. Quest'ultimo era svenuto nello scontro col Mietitore, e Batman l'aveva portato in salvo, per mostrargli Crime Alley e dirgli la verità.
Tentato di uccidere il criminale, gli punta alla testa la pistola con cui anni prima Chill aveva ucciso i coniugi Wayne, ma non riesce a premere il grilletto, in quanto l'omicidio sarebbe contrario a tutto quello in cui crede. Il Mietitore, avendoli seguiti, uccide Chill e sfida Batman, dandogli appuntamento al cantiere del palazzo della Fondazione Wayne.
Qui i due si scontrano per l'ultima volta e Batman riesce ad avere la meglio, ma Caspian si lascia cadere nel vuoto, dicendo a Bruce di essere un degno erede del Mietitore.
Una volta appreso dell'identità segreta del padre, Rachel decide di rinunciare a Bruce e di prendere i voti per espiare le colpe del genitore. La dottoressa Thompkins, che aiutò il giovane Bruce la notte dell'omicidio a Crime Alley, cerca nuovamente di sostenerlo in questo difficile momento. Bruce Wayne decide però che Batman sarà la sua vita, ricominciando a combattere il crimine quella stessa notte.

## Altri media

### Cinema
- La miniserie ha dato anche ad un adattamento cinematografico d'animazione, intitolato diversamente Batman - La maschera del Fantasma, uscito nel 1993.
- Nel film del 2022, The Batman, diretto da Matt Reeves, vediamo il supereroe mascherato durante il suo secondo anno di attività

### Videogiochi
Il videogioco Batman: Arkham Origins, ambientato nell'universo di Batman: Arkham, presenta il giustiziere mascherato nel suo secondo anno di lotta al crimine.

## Edizione italiana
In Italia la saga è stata pubblicata sul numero 2 della collana Batman: La leggenda, nel 2008, edita dalla Planeta DeAgostini.